# Achbarou
 (février 2015).
Si vous disposez d'ouvrages ou d'articles de référence ou si vous connaissez des sites web de qualité traitant du thème abordé ici, merci de compléter l'article en donnant les références utiles à sa vérifiabilité et en les liant à la section « Notes et références ».
Achbarou (en arabe : أشبارو) est un petit village du Maroc, qui fait partie de la commune rurale d'Alnif, dans la province de Tinghir (région de Draâ-Tafilalet).

## Géographie
Achbarou situé en plein milieu du Haut Atlas et à mi-chemin entre Errachidia et Ouarzazate. À moins de 80 km de la vallée de Dadès, la route d'Achbarou fait partie du principal circuit emprunté par les touristes visitant le grand Sud.
Aux alentours de la ville d'Achbarou se trouvent les villages de,
Ksar Azekour, Ksar Toughza,Ksar Maghnia, Aït Sarroud, Amgan, Mimarighen, Boudib, Aït
Lahbib, Tabourigte, Taalaltte, Ait Zagane, Aït ben Saïd, Alnif,.

## Histoire
« Achbarou » provient du mot arabe « Achbar » qui signifie forteresse. On dit du peuple d'Achbarou qu'il proviendrait d'un lieu appelé « Sagya El Hamra » ou « la rivière rouge » en Français. On appelait alors ces habitants les « Maou El Aynayn » qui veut dire eau des yeux ou plutôt larme, mais on se saura jamais pourquoi. Est-ce à cause de la couleur de leurs yeux ? Ainsi, les « Chabraouis » habitants du village d'Achbarou furent appelés « Ymalwan » le diminutif du mot berbère « Aman n'waln » qui correspond à l'expression « Maou El Aynayn ».

## La migration des habitants vers Achbarou pendant plusieurs siècles
Tout a commencé au village de Aït Hda (pas loin de Tineghir).
Ensuite, déménagement vers Ighram Akdim (sur la colline tout près d'Achbarou).
Puis déménagement vers Ighram Oujdid (de l'autre côté du fleuve « Assif »).
Et enfin installation définitive au cœur du village d'Achbarou.
En bref, « Ighram Akdim » et « Ighram Oujdid » sont de vieux quartiers du village.

## Construction de la forteresse
À l'époque où les guerres de tribus étaient fréquentes (conflits entre berbères et nomades qui voulaient conquérir des terres), l'habitant devait se protéger de l'agresseur car ni les pilleurs de la rue, ni les criminels de la région n'épargnaient leurs victimes. Il a fallu alors construire une forteresse, un « ksar » (en arabe) ou un « Ighram » (en berbère), mais le construire en hauteur. Du haut d'une colline, c'était l'idéal pour pouvoir anticiper une défense en cas d'agression. S'il était courageux, l'ennemi devait gravir au moins 200 mètres de cette colline pour atteindre les habitations. C'est de là qu'est né l'idée de dresser cette forteresse ou ce « ksar » qui porte désormais le nom de « Ighram Akdim » ou vieilles habitations. Ce nom a été donné depuis que le ksar a déserté parce que les habitations ont fini par tomber en ruine.
Le choix de cette colline était à la fois stratégique et vital. Il était stratégique, car la colline permettait aux habitants de guetter l'ennemi aux alentours et de protéger leur village, un peu comme les châteaux et les ponts-levis du Moyen Âge. Il était vital, car juste à côté de la colline coule un fleuve « Assif » aujourd'hui asséché. Ce fleuve irriguait les jardins potagers situés au pied de la colline. On y cultivait tomates, pommes de terre, oignons, etc. On y faisait pousser palmiers dattiers, pommiers, figuiers, menthe...

## Déménagement vers «Ighram Oujdid», les nouvelles habitations
Du haut de la colline, « Ighram Akdim » était une sorte de tour de contrôle pour les Chabraouis. Mais le temps, et les intempéries ont fini par vieillir ce fabuleux ksar. Certaines maisons, moins solides, ont commencé à s'effriter. Les autres maisons faites entièrement en pierre et en torchis (mélange de boue et de paille) ont pu résister. Mais vivre à « Ighram Akdim » devenait dangereux : les maisons menaçaient de s'écrouler sur des familles entières à cause de l'érosion, des éboulements de terrain pouvaient se produire.
Les habitants ont décidé de s'installer de l'autre côté du fleuve « Assif » à environ 400 mètres en contrebas, pour construire un autre ksar qui s'appellera « Ighram Oujdid » le nouveau village. Celui-ci a été édifié dans le but de défense. Au centre, les maisons étaient très proches les unes des autres pour ne laisser passer entre elles que des ruelles étroites de 2 mètres de large en moyenne. Tout autour des habitations, un mur haut de 10 mètres environ disposé en rectangle servait à protéger les habitants. Le seul point d'accès à l'intérieur du Ksar Achbarou était la grande porte d'entrée qui était surveillée par des gardes Chabraouis. Pour entrer, il faut montrer patte blanche et prouver que l'on appartient à la famille d'Achbarou. Telle était la méthode adoptée afin d'assurer la sécurité du village en filtrant les intrus.

## Les habitants d'Achbarou
Selon Moussaoui Fatima (Ta-alit),
Le village d'Achbarou regroupe désormais plusieurs familles très proches les unes des autres pour n'en former qu'une. Chaque voisin est cousin ou cousine de l'autre3. Dans une même famille, on retrouve les enfants, les parents, les oncles, les tantes, et même les grands-parents. Pour loger tout ce monde, les familles habitent des grandes maisons et des villas. L'origine de ce regroupement, on la doit aux 5 premières familles ayant habité le village au temps de « Ighram Akdim » :
Aït Haddou - Aït Faska (Faskaoui) - Aït Cheikh Ali - Aït Ali - Aït Hamza
Selon une autre source (la plus probable d'après les Chabraouis), les habitants du village sont issus d'un père qui a donné naissance à quatre grands frères : Haddou, Hammza, Faska et Ali (ce dernier porte le même prénom que son père qui est décédé quelques mois avant sa naissance).
Ikhlef et Hammou Abdellah originaire de Tenghir ont rejoint les frères précédemment cités. Désormais la tribu compte six grandes familles : Ait Haddou, Ait hamza, Ait Faska, Ait Ali, Ait Ouikhalfen et Ait Hammou Ou'Abdellah.
Les deux dernières ont également un troisième frère qui n'a jamais eu d'enfants. Effectivement, les deux familles sont appelées Ait krat Ikhsan : les trois racines.

## Le village et ses habitants
Achbarou compte environ 2500 habitants (dont moins de 2 % de la population d'origines diverses) et chaque famille possède une maison individuelle. Pour l'éducation des enfants et pour les besoins des habitants, Achbarou est équipé d'une école maternelle privée, de 2 écoles primaires, d'un lycée (situé à 10 km du village), d'un collège (situé à 4 km du village) d'une association, d'un stade et de commerces à proximité.
Aux alentours d'Achbarou, on trouve les villages voisins : Azkour, Toughza, Lmaghnia, Taomarte, Alnif, Ait Lahbib.

## Économie du village
De nos jours, le village se fragilise à cause de l'émigration de beaucoup de familles vers l'Ouest ou vers le Nord du pays et entre autres, en France : il y a environ 90 % des familles qui ont au moins un de leurs membres en France que l'on appelle « RME » ou Résidents Marocains à l'Étranger. Ces RME viennent en général chaque été, voire plusieurs fois dans l'année, pour rendre visite à leurs proches3.
Ce phénomène d'émigration s'explique ainsi : le taux de chômage au sein du village est important et la précarisation se fait lourde. Malgré tout, les habitants qui y vivent se sentent bien et participent à la vie associative. Les autres partent ou souhaitent partir dans l'espoir de s'enrichir pour mieux vivre.

## Habitudes des habitants
Par leur sensibilité et leur ouverture d'esprit, les habitants d'Achbarou constituent un peuple très sociable et très conservateur des coutumes. Pour certains habitants du village, on souhaite vivre en paix et en tranquillité. Pour d'autres, on souhaite préserver des richesses, des traditions, des origines, une histoire, un honneur qui sont une mine de trésors pour nos ancêtres.